# 賈斯珀·瓊斯
賈斯珀·瓊斯（英語：Jasper Johns，1930年5月15日—），美国当代艺术家，主要媒介为油画和版画。他的作品在美国由 Matthew Marks 画廊代理。

## 生平
1930年5月15日，琼斯出生于美国喬治亞州奧古斯塔。
瓊斯在阿倫達 (南卡羅萊納州)长大，对于這段生活，他曾说：「在我成长的地方，没有任何艺术家也没有任何艺术，所以当时我并不知道艺术到底是什么意思。我当时觉得这指的是，我会处在一个不同于我所正在经历的环境。」瓊斯被父母抛弃以后，主要由亲戚抚养长大。他从三岁开始画画，一直到现在。
瓊斯曾经在1947年至1948年其間，于南卡罗来纳大学学习，一共三个学期。之后他移居到纽约市，并在1949年间短暂学习于帕森設計學院。在纽约期间，瓊斯遇见了羅伯特·羅申伯格，并与羅申伯格成为工作伴侣及恋人。与此同时，瓊斯认识了舞蹈家 Merce Cunningham 和作曲家约翰·凯奇这对同性恋人，四人成为亲密好友，开始一起工作并对当代艺术进行探索。
瓊斯于朝鲜战争時，在1952年至1953年期间，被派往日本仙台，此经历引发了他对传统日本艺术的爱好。
1958年，画商 Leo Castelli 在参观羅申伯格的工作室时，发现了瓊斯的作品。Castelli在自己的画廊给了瓊斯第一个单人画展，就是在这场展览中，Alfred Barr（第一位纽约现代艺术博物馆馆长），为博物馆购买了四件瓊斯的作品。
瓊斯现居于康涅狄格州的Sharon和 Saint Martin岛。

## 作品
瓊斯被誉为美国最伟大的当代艺术家之一。其最著名的作品是 旗帜（1954年-1955年），此作品是由他梦见的美国国旗所启发而作的。
瓊斯的作品常被划分为新达达主义，而并非波普艺术，虽然其创作材料经常包括流行文化的图像和物件。尽管如此，许多关于波普艺术的介绍都会包括瓊斯的作品，因为其所运用的再次赋予一张已知图像或事物新意义的创作手法。
瓊斯的早期作品由简单的物件所启发，油画直接描绘如美国国旗、地图、靶子、字母和数字等。瓊斯的作品最为人所道的是其对油画表面精致的处理，在某些作品中，他会运用一种非常古老的制作颜料的手法Encaustic（这种方法最主要的特征是液态腊的运用）以及其他包括灰泥和石膏在内的媒介处理。瓊斯的艺术理念赋予其作品各种先锋意义，和在他艺术理念中拥有重要位置的达达艺术家杜尚的作品相似。瓊斯也一定规模的出产版画，艺术概念与其油画相似。
瓊斯的版画和油画有着很紧密地联系。在瓊斯完成一幅油画以后，经常会出产同样的版画。但和常人不同的是，绝大部分艺术家会在绘一幅大型油画之前作草图研究，用以决定明暗，颜色以及局部和构图，瓊斯很少在画一幅油画以前做详尽的研究，相反，在一幅油画完成以后，他会尝试对图像作不同的处理。这些草图有时候会变成不同的版画，这就是瓊斯很多版画虽然有同一图像但是很多时候不同的版本有细微的差异和修改。
瓊斯的突破手法是艺术家本人通过艺术创作，对已定义物件的再定义，从而展示一系列除此件事物本身含义以外所带来的熟悉的引申含义。通过抽象表现主义抹去事物原有主旨，换句话说，美国国旗和瓊斯所创作的旗帜虽然共享统一图像，但是本质已经完全不同。瓊斯将物件重新创作并赋予作品新的中立含义，所以从艺术的角度，同样是美国国旗，瓊斯油画令人神往的精细表面作为一个表面而存在，而并非国旗。在旗帜被创作20多年以后，瓊斯的油画表面已经和比如说，安迪·沃霍尔的丝网印刷, 或者Robert Irwin的光作品拥有同样的含义。
抽象表现主义艺术家们如杰克森·波洛克和威廉·德库宁的艺术理念被概括为雄性的"英雄艺术家"，他们的油画是索引性的，指的是他们的手法，表达都是像签名一般非常紧密地与他们的油画相关联。相反，新达达主义像瓊斯或者羅申伯格减少了他们作品的索引性，尝试仅仅通过传统符号传递或者表达意义。一些批评家认为这是对抽象表现主义中被突出的个人主义的一种拒绝。新达达主义的作品存在的同时并不需要一件事物被赋予的传统意义，如上所述，瓊斯的旗帜，是一件视觉冲击，与国旗所传递的意义完全不同，旗帜作为一件艺术品，借用国旗的图像以油画的形式而存在。

## 收藏及征购
1998年，纽约大都會藝術博物館购得瓊斯的白色旗帜。大都會藝術博物館并无透露其收购价格，“专家们估计此画收购价格高于两千万美金”2006年, 私人收藏家著名对冲基金管理人 Anne and Kenneth Griffin 以八千万美金购得了瓊斯的False Start，使其成为世上在世画家最昂贵的油画。
2007年，美國國家藝廊购入了约1700张瓊斯的印刷作品，这使得美國國家藝廊成为瓊斯世界上最大的作品收藏单位。随后的展览展出了瓊斯多年来各个时期的作品，包括最新的印刷作品。
自1980年以来，瓊斯每年只创作大约四至五张油画，有些年间一幅都不会流入市场。瓊斯的大型油画由于其稀有程度和历史重要性一直是世界各地当代艺术藏家所梦寐以求的作品，也是非常难得到的收藏。

## 延伸阅读
- Bernstein, Roberta. Jasper Johns' Paintings and Sculptures, 1954–1974: "The Changing Focus of the Eye.". Ann Arbor: UMI Research Press, 1985.
- Bernstein, Roberta; Tone, Lilian; Johns, Jasper and Varnedoe, Kirk. Jasper Johns: A Retrospective, The Museum of Modern Art, 2006.
- Castleman, Riva. Japser Johns: A Print Retrospetive. The Museum of Modern Art 1986.
- Crichton, Michael. Jasper Johns, Whitney/Abrams, 1977 (out of print).
- Hess, Barbara. Jasper Johns. The Business of the Eye. Taschen, Köln 2007.
- Johns, Jasper; Varnedoe, Kirk; Hollevoet, Christel; and Frank, Robert. Jasper Johns: Writings, Sketchbook Notes, Interviews （页面存档备份，存于）,  The Museum of Modern Art, 2002 (out of print).
- Kozloff, Max. Jasper Johns, Abrams, 1972. (out of print)
- Krauss, Rosalind E. and Knight, Christopher. "Split decisions: Jasper Johns in retrospect" Artforum, September 1996. Findarticles.com
- Kuspit, Donald (2010). "Jasper Johns: The Graying of Modernism". Psychodrama: Modern Art as Group Therapy. London: Ziggurat. pp. 417–425. ISBN 9780956103895.
- Orton, Fred. Figuring Jasper Johns, Reaktion Books, 1994.
- Pearlman, Debra. Where Is Jasper Johns? (Adventures in Art), Prestel Publishing, 2006.
- Rosenberg, Harold. "Jasper Johns: Things the Mind Already Knows". Vogue, 1964.
- Shapiro, David. Jasper Johns Drawings 1954–1984. Abrams 1984 (out of print).
- Steinberg, Leo. Jasper Johns. New York: George Wittenborn, 1963.
- Tomkins, Calvin. Off the Wall: Robert Rauschenberg and the Artworld of our time.  Doubleday. 1980.
- Weiss, Jeffrey. Jasper Johns: An Allegory of Painting, 1955–1965, Yale University Press, 2007.
- Yau, John. A Thing Among Things: The Art of Jasper Johns （页面存档备份，存于）, D.A.P./Distributed Art Publishers, 2008.